# 13-та авіапольова дивізія (Третій Рейх)
13-та авіапольова дивізія (Третій Рейх) (нім. 13. Luftwaffen-Feld-Division) — піхотна дивізія Вермахту зі складу військово-повітряних сил, що діяла як звичайна піхота за часів Другої світової війни. У квітні 1944 через важкі втрати в боях під Ленінградом, дивізія була розформована та залишки частин передані на доукомплектування 12-ї авіапольової дивізії.

## Історія
13-та авіапольова дивізія була сформована у жовтні 1942 у Бад-Фалінгбостель з підрозділів 13-го авіаційного полку Люфтваффе й згодом була приписана до групи армій «Північ».

## Райони бойових дій
- Німеччина (жовтень — грудень 1942)
- СРСР (північний напрямок) (грудень 1942 — квітень 1944)

## Командування

### Командири
- Генерал-майор Герберт Ольбріх (нім. Herbert Olbrich) (15 жовтня — 1 грудня 1942)
- Генерал-майор Ганс Корте (нім. Hans Korte) (1 грудня 1942 — 1 листопада 1943)
- Генерал-лейтенант Гельмут Рейманн (нім. Hellmuth Reymann) (1 листопада 1943 — 1 квітня 1944)